# Pascal Testroet
Pascal Testroet (Bocholt, 26 settembre 1990) è un calciatore tedesco, attaccante del Sandhausen.

## Palmarès

### Club

#### Competizioni nazionali
- 3. Liga: 2

Arminia Bielefeld: 2014-2015
Dinamo Dresda: 2015-2016